# Hidden Disabilities Sunflower
Hidden Disabilities Sunflower er en britisk ordning og virksomhed oprettet for at hjælpe mennesker med et usynligt handicap med at navigere og finde hjælp på offentlige steder. Deres hjælpemidler bruges dog internationalt. De står for Solsikkesnoren.